# The Best of Times
«The Best of Times» es la quinta canción del álbum Black Clouds & Silver Linings de la banda Dream Theater. 

## Estructura
Portnoy declaró públicamente que es un tributo a su padre, quien falleció de cáncer a principios de enero de 2009. La canción comienza con el sonido de un metrónomo, hasta que Jordan Rudess entra con un piano suave y ligero, luego se une el violín, quien hace la melodía principal, y cuando calla, entra John Petrucci, quien también hace la melodía principal, y siguen así hasta tocar el comienzo rápido de Petrucci, inspirado tal vez por el comienzo de The Spirit of Radio de Rush, para luego unirse toda el conjunto el cual sigue hasta que canta James LaBrie, quien canta sobre tiempos atrás que Portnoy pasaba con su padre y que no quería que terminaran. Luego viene el coro (I'll always remember...), seguido del verso, y luego el coro, para pasar por un puente, el cual termina calmando las cosas en la canción, y la guitarra cambia a ser una acústica, mientras LaBrie canta una letra inspiradora que, como lo dijo Portnoy, está dedicada a su padre. Luego de repetir por última vez el segundo coro, Petrucci toma el control con su guitarra, y hace un solo largo de más de 3 minutos, el cual pasa desde la melodía en la que están, hasta la melodía principal, y así siguen hasta que la canción se desvanezca poco a poco, hasta callarse por completo, el cual da paso para The Count of Tuscany.

## Versiones
Una versión de esta canción salió en el EP Wither, el cual aparece Mike Portnoy como cantante.

## Personal
- James LaBrie - Voz
- John Petrucci - Guitarra y coros
- Jordan Rudess - Piano
- John Myung - Bajo
- Mike Portnoy - Batería y coros

- Datos: Q925715